# 中兴路站 (贵阳市)
中兴路站是贵阳轨道交通2号线的地铁车站，位于中华人民共和国贵州省贵阳市南明区中兴路与龙洞堡大道交叉口东北侧，为2号线南端终点站，于2021年4月28日开通。

## 车站结构
中兴路站垂直于中兴路西侧设置，为地上三层侧式站台车站，车站长130米，宽43米，车站地上二层为站厅层，地上三层为站台层。车站西侧设有一条单渡线，东侧设置一组交叉渡线与两条出入段线接入小碧停车场。同时，车站预留建设贵阳轨道交通S3线侧式站台，位于2号线站台北侧，并预留与2号线单向同台换乘条件。
| 地上三层          | 站台   | \| 未啟用 · 側式 \| \| \| \| \| \| 未來 █ S3号线预留轨道 \| \| \| \| 未來 █ S3号线预留轨道 \| \| 島式 · 開右邊车门 \| \| \| \| \| \| █ 2号线往白云北路（云盘） \| \| \| \| █ 2号线落客 \| \| 側式 · 開右邊车门 \| \| \| |
| 地上二层          | 站厅   | 客服中心、自动售票机、验票机 |
| 地面              | 出入口 | A、B、C、E、F出入口 |
| 未啟用 · 側式     |        | |
|                   |        | 未來 █ S3号线预留轨道 |
|                   |        | 未來 █ S3号线预留轨道 |
| 島式 · 開右邊车门 |        | |
|                   |        | █ 2号线往白云北路（云盘） |
|                   |        | █ 2号线落客 |
| 側式 · 開右邊车门 |        | |

## 车站出口
中兴路站目前开放5个出入口，各出口及周围设施如下所示：
| 编号                | 出入口信息                                 | 照片 | 无障碍设施 |
| ------------------- | ------------------------------------------ | ---- | ---------- |
| A · 出口 · （设有） | 龙洞堡大道辅路                             |      |            |
| B · 出口            | 中兴西路，龙洞堡大道辅路                   |      | 不適用     |
| C · 出口 · （设有） | 中兴西路                                   |      |            |
| E · 出口 · （设有） | 贵阳龙洞堡汽车客运站，贵阳市南明区小碧中学 |      |            |
| F · 出口            | 小碧路，东客站运输有限公司                 |      | 不適用     |
| 图例： 设有         |                                            |      |            |

## 接驳交通

### 公交车
- 轨道中兴路站：245路，756路
- 龙洞堡客站：46路，216路，229路，258路，803路贵龙城际快巴，B262路

## 历史
本站建设时期工程名为水淹坝站，开通前正式命名为中兴路站，站名来自车站东侧的中兴路。
- 2018年12月20日，车站主体结构封顶[2]。
- 2021年4月28日，车站随2号线工程通车开通[1]。